# Лундышев, Виктор Николаевич
Виктор Николаевич Лундышев (укр. Віктор Миколайович Лундишев; 12 апреля 1946, г. Каменец-Подольский, Каменец-Подольская область, Украинская ССР) — украинский государственный деятель, председатель Хмельницкой областной государственной администрации (9 сентября 1998-12 июля 2004). Заслуженный работник промышленности Украины (2002). Государственный служащий 1-го ранга (02.1999)

## Биография
В 1965 году окончил Каменец-Подольский индустриальный техникум. В 1966—1968 года служил в Советской Армии. В 1968—1974 годах обучался в Киевском политехническом институте. Получил специальность инженера-электрика.
С 1968 по 1969 года работал электриком, в 1969—1971 годах — инженер-электрик Каменец-Подольского приборостроительного завода.
Затем до 1973 года — инженер-конструктор, 1973—1976 годах — начальник электроцеха, позже до 1978 года — начальник мДо января 1980 — начальник производственно-диспетчерского отдела ПО «Укрэлектроаппарат».
Член КПСС. Директор Коломыйского завода комплектных распределительных устройств Хмельницкого ПО «Укрэлектроаппарат» (1980—1983).
С июня 1983 по декабрь 1988 г. — заместитель начальника Хмельницкого областного управления материально-технического снабжения и сбыта Госснаба УССР.
Позже до 1990 г. — заместитель начальника Главного планово-экономического управления — начальник комплекса координации развития отраслей народного хозяйства и межотраслевых производств.
С апреля 1990 по апрель 1991 г. — заместитель председателя Хмельницкого облисполкома — начальник Главного планово-экономического управления, 1991—1992 г. — заместитель председателя Хмельницкого облисполкома — председатель Комитета по экономике Хмельницкий облисполком.
С апреля 1992 по июль 1994 г. — первый заместитель главы Хмельницкой облгосадминистрации.
Июль 1994-октябрь 1995 г. — заместитель председателя по исполнительной работе по промышленности и транспорту Хмельницкого облсовета.
В 1996—1998 годах — начальник «Хмельницкстройзаказ».
С 9 сентября 1998 до 12 июля 2004 года занимал пост председателя Хмельницкой облгосадминистрации.
С 24 сентября 2004 года по 18 февраль 2005 года — первый заместитель Министра транспорта и связи Украины.

## Награды и отличия
- 2002 — Заслуженный работник промышленности Украины
- Орден «За заслуги» (Украина)